# نیکولا وجادینوویچ
نیکولا وجادینوویچ (مونته‌نگروئی: Никола Вујадиновић؛ زادهٔ ۳۱ ژوئیهٔ ۱۹۸۶) بازیکن فوتبال اهل مونته‌نگرو است. او در پست مدافع میانی برای باشگاه صربستان بئوگراد بازی می‌کند.
وی همچنین در تیم ملی فوتبال زیر ۲۱ سال مونته‌نگرو بازی کرده‌است.